# Малък мадейрански тайфунник
Малък мадейрански тайфунник (Pterodroma madeira) е вид птица от семейство Procellariidae. Видът е застрашен от изчезване.

## Разпространение и местообитание
Разпространен е в Португалия.